# Иерусалимский округ
Иерусалимский округ (ивр. מחוז ירושלים‎) — один из семи административных округов Израиля. Его площадь равна 653 км² (включая Восточный Иерусалим). Административный центр — город Иерусалим, являющийся также столицей государства. В округ входят аннексированные после Шестидневной войны 1967 года восточные районы города.

## Население
По статистическим данным Центрального статистического бюро Израиля население округа на 2023 год составляет 1 239 300 человек.
В процентном соотношении:
- Евреи: 697 700 чел. (65,94 %)
- Арабы-мусульмане: 318 600 чел. (30,11 %)
- Арабы-христиане: 12 500 чел. (1,18 %)
- Другие: 13 400 чел. (1,26 %)

Нееврейское население состоит из 30,11 % мусульман, 1,18 % христиан и 1,26 % не назвавших вероисповедание.